# Американское Самоа на летней Универсиаде 2013
Американское Самоа на летней Универсиаде 2013 года было представлено 2 спортсменами в 2 видах спорта.

## Результаты

### Лёгкая атлетика

#### Мужчины
| Дисциплина | Спортсмен            | Квалификационный раунд | Квалификационный раунд | Полуфинал            | Полуфинал            | Финал                | Финал                |
| Дисциплина | Спортсмен            | Результат              | Место                  | Результат            | Место                | Результат            | Итоговое место       |
| ---------- | -------------------- | ---------------------- | ---------------------- | -------------------- | -------------------- | -------------------- | -------------------- |
| 800 м      | Фредерик Чарльз Ухрл | 2:16.27                | 37                     | Завершил выступление | Завершил выступление | Завершил выступление | Завершил выступление |

### Теннис

#### Женщины
| Соревнование     | Спортсмены    | Первый раунд                        | Второй раунд                           | Третий раунд          | Четвёртый раунд       | Четвертьфинал         | Полуфинал             | Финал                 | Итоговое место        |
| Соревнование     | Спортсмены    | Соперник Счёт                       | Соперник Счёт                          | Соперник Счёт         | Соперник Счёт         | Соперник Счёт         | Соперник Счёт         | Соперник Счёт         | Итоговое место        |
| ---------------- | ------------- | ----------------------------------- | -------------------------------------- | --------------------- | --------------------- | --------------------- | --------------------- | --------------------- | --------------------- |
| Одиночный разряд | Лития Годинет | Аврил Мазородзе (ZIM) Поб. 6-1, 6-0 | Хан Сунхее (англ.) (KOR) Пор. 0-6, 0-6 | Завершила выступление | Завершила выступление | Завершила выступление | Завершила выступление | Завершила выступление | Завершила выступление |